# Sint-Barbarakerk (Eisden)

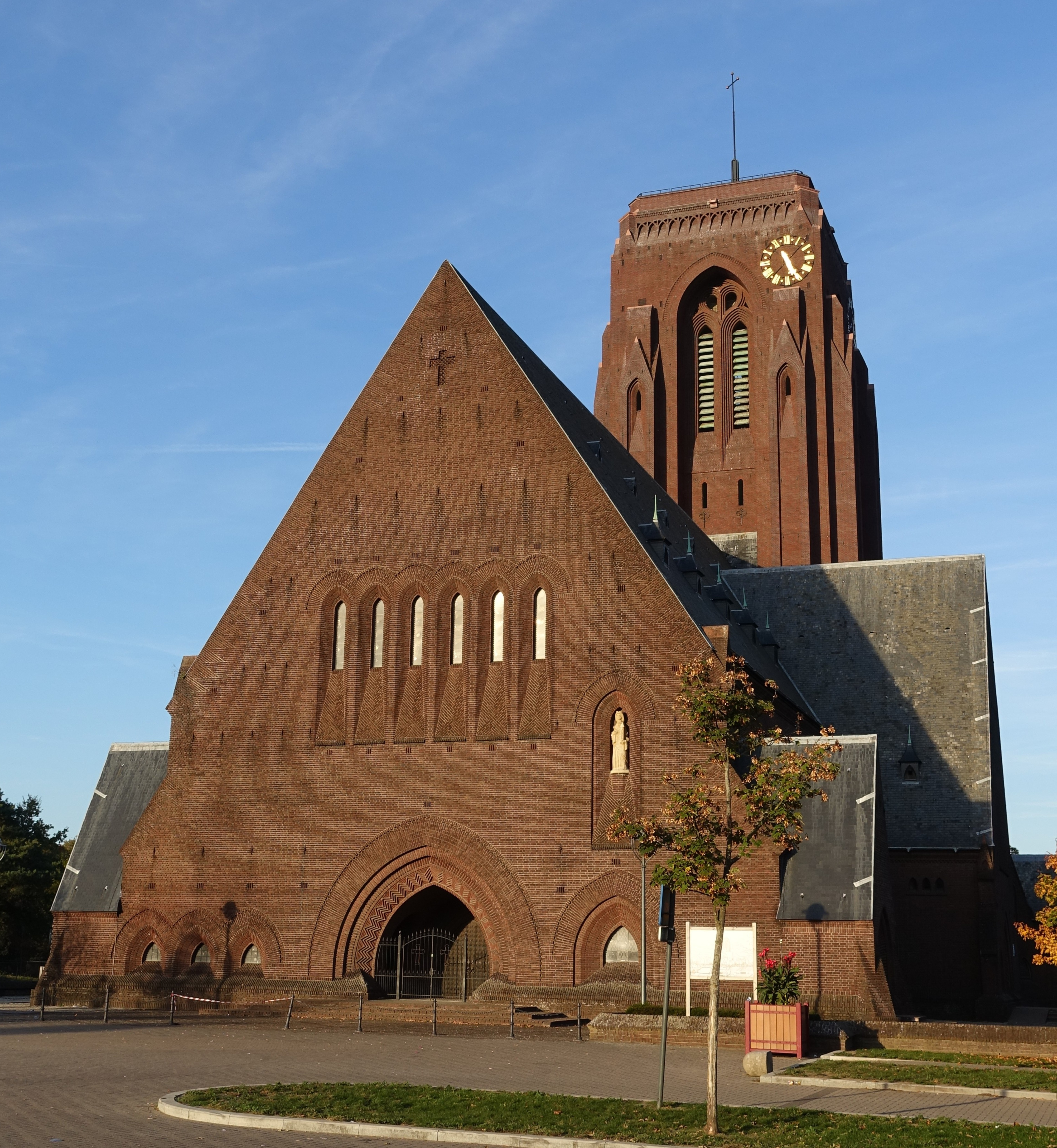
Vooraanzicht van de Sint-Barbarakerk

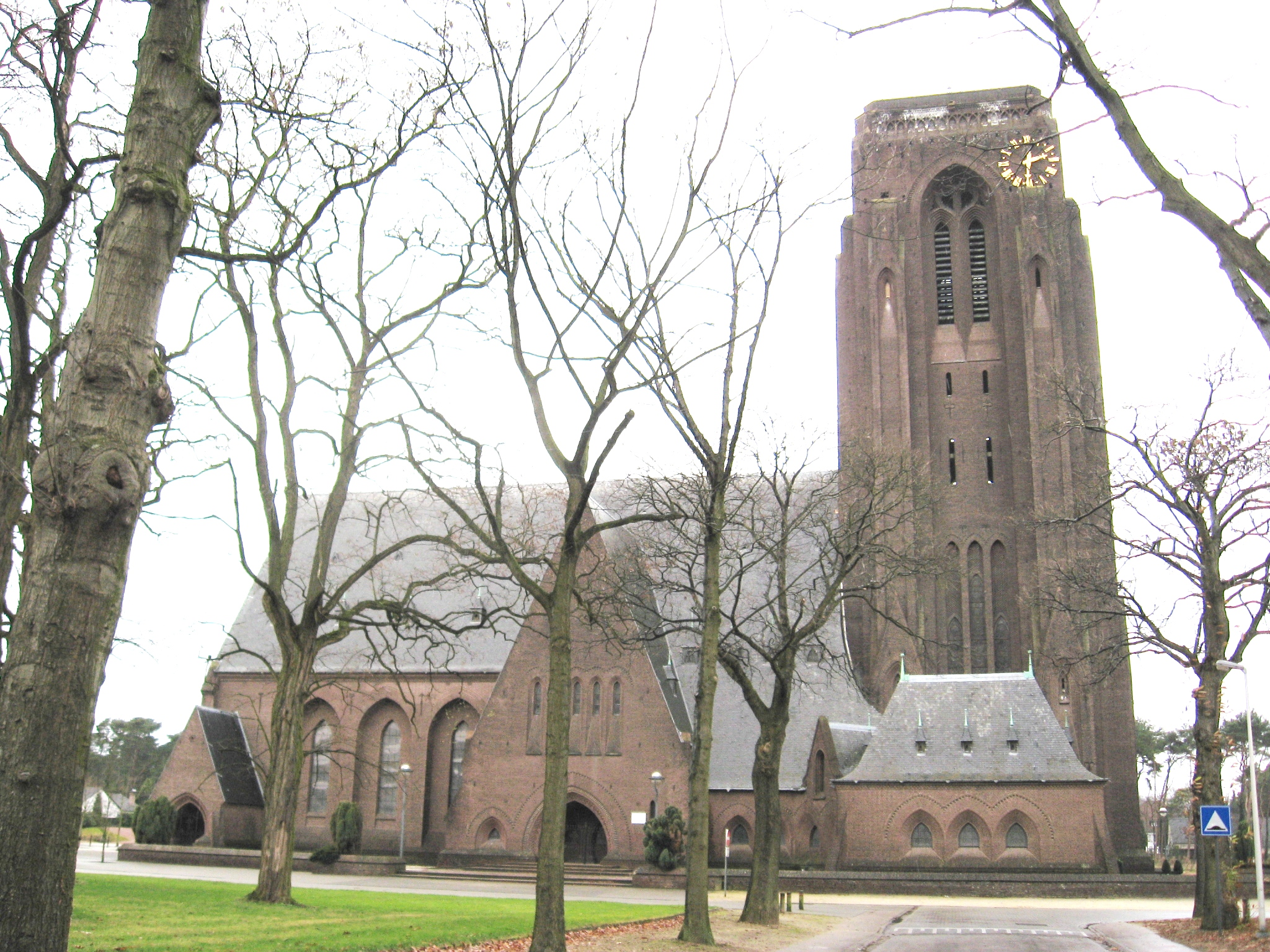
Zijaanzicht

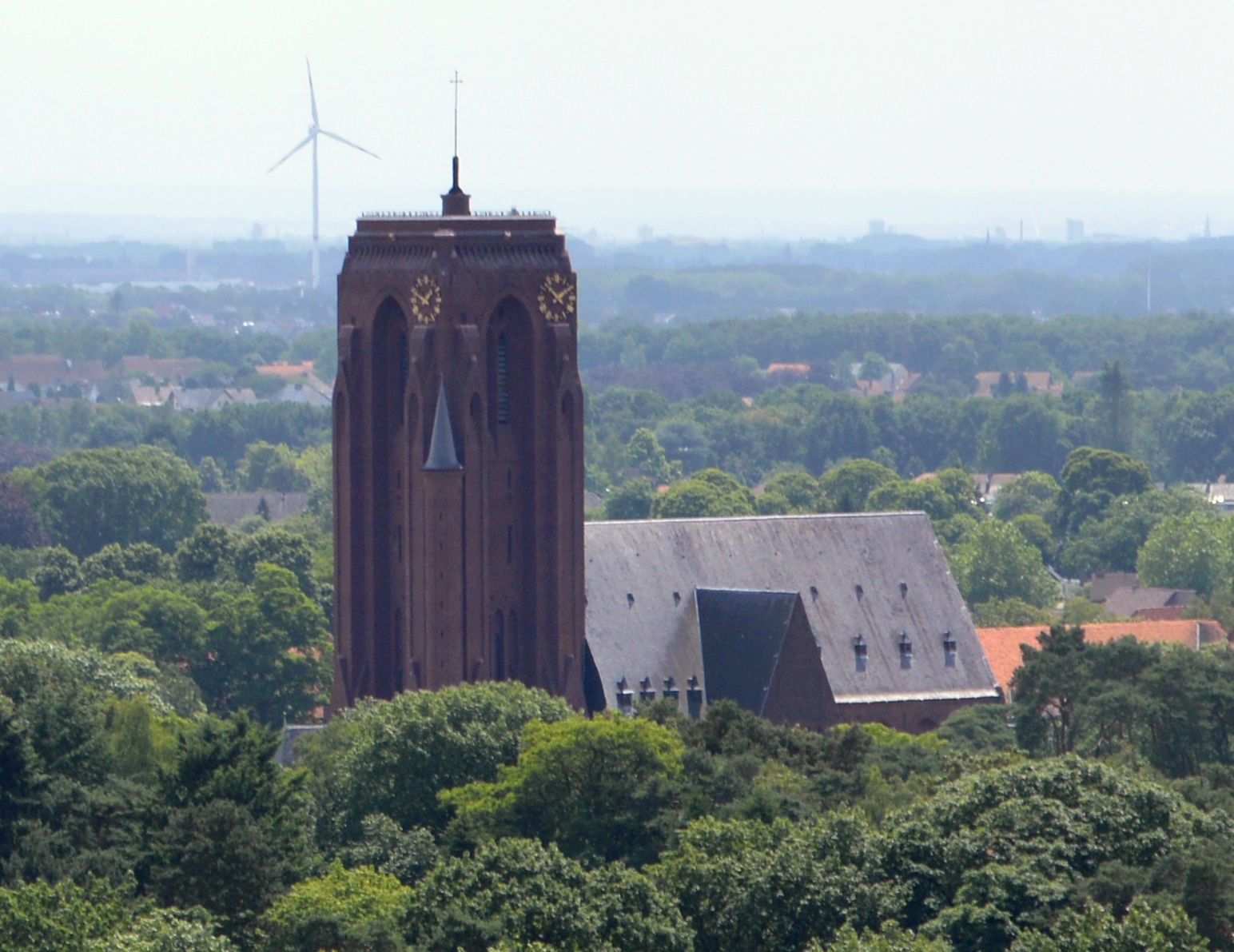
Gezien vanaf de Lange Terril

De Sint-Barbarakerk is de parochiekerk van Eisden-Tuinwijk te Eisden en een zogenaamde mijnkathedraal. Ze bevindt zich aan de Kastanjelaan.

## Geschiedenis
De kerk werd gebouwd nadat de steenkoolmijn van Eisden werd aangelegd en in 1923 in productie werd genomen, in het kader waarvan diverse cités werden gebouwd onder de noemer Eisden-Tuinwijk. Deze bevonden zich ten westen van de Zuid-Willemsvaart. Hierdoor nam de bevolking sterk toe en ontstond de behoefte aan een nieuwe kerk. De Brusselse architect Auguste Vanden Nieuwenborg ontwierp een monumentale kerk in de stijl van het baksteenexpressionisme, met ook gotische elementen, zoals spitsboogvensters. De glas-in-loodramen in het koor zijn geïnspireerd op die van de kathedraal van Chartres. De kerk, voorzien van een plompe toren van 53 meter hoog, werd gebouwd van 1934-1936.
Het betreft een driebeukige kruiskerk. Het kerkmeubilair is vrijwel geheel van na 1945, maar het orgel is uit 1939 en werd gebouwd door het atelier Delmotte uit Doornik. De kruiswegstaties zijn van zwart marmer in bas-reliëf en in 1960 kwamen van de hand van beeldhouwer Mailleux nog diverse beelden tot stand. De Sint-Barbara in de voorgevel is van 1982.
De kerk is omgeven door diverse met de kerk verbonden gebouwen, zoals scholen, een klooster en een parochiecentrum.